# Leptocuma pulleini
Leptocuma pulleini is een zeekommasoort uit de familie van de Bodotriidae. De wetenschappelijke naam van de soort is voor het eerst geldig gepubliceerd in 1928 door Hale.